# Goes

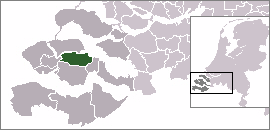
Lägeskarta

Goes är en kommun i provinsen Zeeland i Nederländerna. Kommunens totala area är 102,04 km² (där 9,20 km² är vatten) och invånarantalet är på 36 792 invånare (2005).

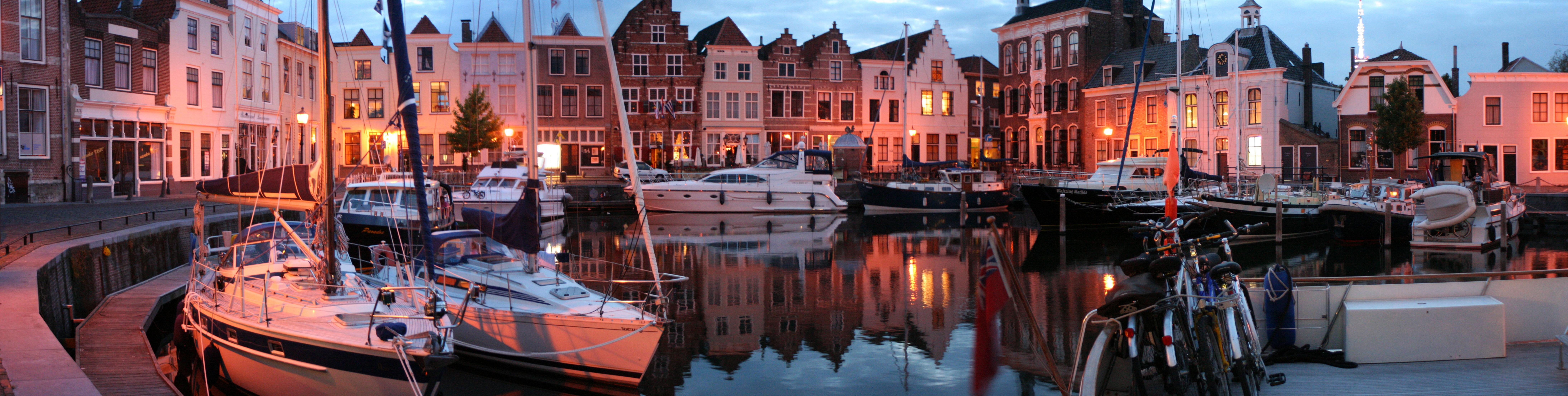
Vy från hamnen i Goes